# William Camden

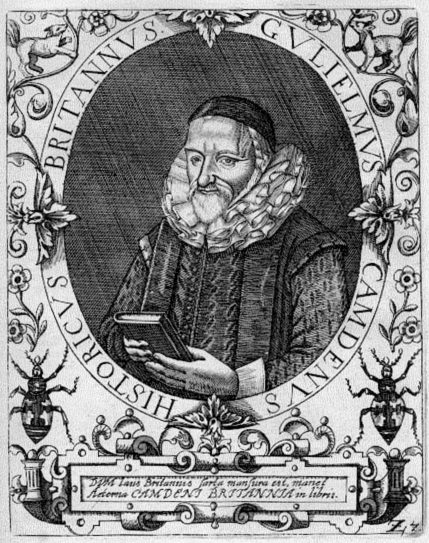

William Camden (ur. 2 maja 1551 w Londynie, zm. 9 listopada 1623), angielski antykwariusz, historyk i geograf.
Mieszczanin londyński, dzięki finansowemu wsparciu kanonika Thorntona ukończył studia na Uniwersytecie Oksfordzkim. Utrzymanie zapewniało mu probostwo, które otrzymał, mimo że nie złożył ślubów duchownych. Od 1575 był nauczycielem w szkole Westminsterskiej, a w latach 1593–1597 dyrektorem tej szkoły. Całe swoje życie poświęcił pracy naukowej.
Autor prac:
- Britannia, sive florentissimorum regnorum Angliae, Scotiae, Hiberniae et... (Brytania), druk. 1586;
- Annales rerum Anglicarum et Hibernicarum regnante Elizabetha (Roczniki dziejów angielskich i irlandzkich za panowania Elżbiety), druk. 1615.